# Schloss Obersiebenbrunn
Schloss Obersiebenbrunn ist ein barockes Schloss mit Gartenanlage in der Gemeinde Obersiebenbrunn im Bezirk Gänserndorf, Österreich.
Es wird heute als koptisches Kloster genutzt. Im Prinzip ist es Teil der Marchfeldschlösser (Marchfelder Schlösserstraße), derzeit aber noch nicht in das gemeinsame Marketing eingebunden.

## Geschichte
Die älteste erhaltene Erwähnung des Vorgängerbaus stammt von 1343. Im 16. Jahrhundert waren die Grabner zu Rosenburg Herren von Siebenbrunn. Nach mehreren Eigentümerwechseln fand im 17. Jahrhundert unter Georg Wilhelm Jörger ein Umbau im Stil des Frühbarocks statt.
Das Schloss wurde 1725 an Kaiser Karl VI. verkauft, der es im selben Jahr Prinz Eugen von Savoyen schenkte. Prinz Eugen ließ in den Jahren 1725 bis 1736 das aus dem 17. Jahrhundert stammende Schloss von Lukas von Hildebrandt barockisieren und einen weitläufigen Lustgarten anlegen. Bis 1874 war das Schloss im Besitz der Grafen Kollonitsch. 1874 kam das Gut in den Besitz der Erzdiözese Wien, die es zunächst als landwirtschaftlichen Betrieb nutzte und das Schloss vermietete, u. a. um 1900 für einige Jahre an die Erbgräfin Nora Fugger. Später wurde es landwirtschaftliche Schule für Mädchen; in der ersten Hälfte des 20. Jahrhunderts war hier ein „soziales Zentrum für Frauen und Mädchen“ (Erziehungsanstalt) untergebracht. 
2001 wurde das Gebäude von der koptischen Kirche erworben. Seitdem befinden sich dort das Koptische Kloster St. Antonius und das Koptische Museum. Dieses bietet Information über diese ägyptisch-christliche Religionsgemeinschaft.

## Beschreibung

### Hauptbau

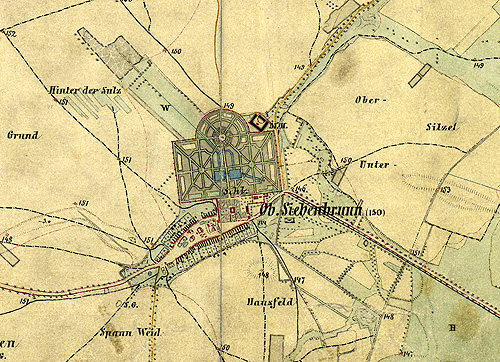
Ober Siebenbrunn um 1873 (Aufnahmeblatt der Landesaufnahme)

Der barocke Vierflügelbau weist einen südseitigen, risalitartig vorspringenden und überhöhten Torturm mit Dreieckbekrönung auf. Über dem genuteten Erdgeschoß befinden sich auf der Südseite Fenster mit rhythmisierend angeordneten Fensterverdachungen. Die übrigen Fassaden sind schlichter gestaltet, die Seiten ebenfalls mit Mittelrisaltit-Trakt.
Der Bau steht unter Denkmalschutz.

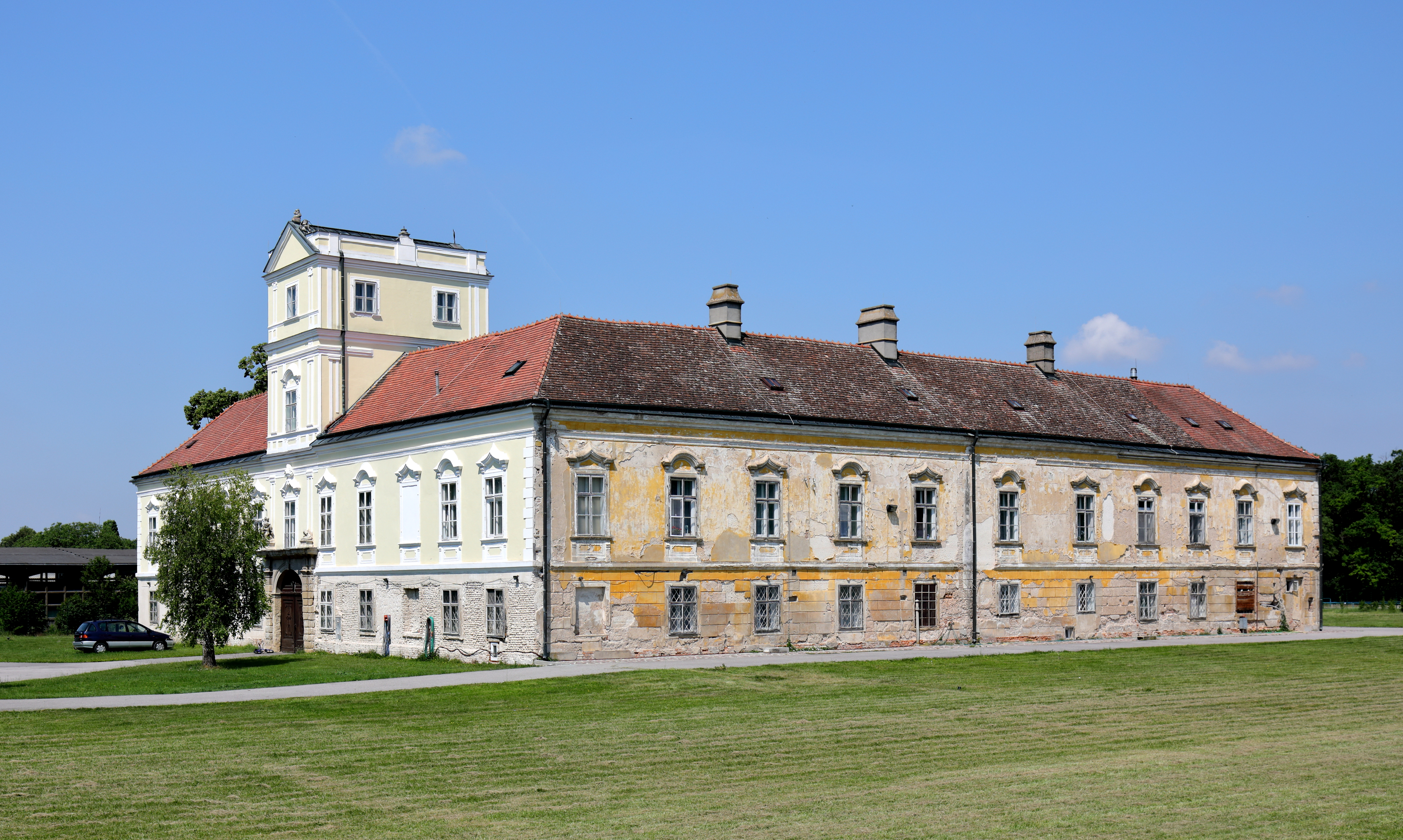
Südostansicht
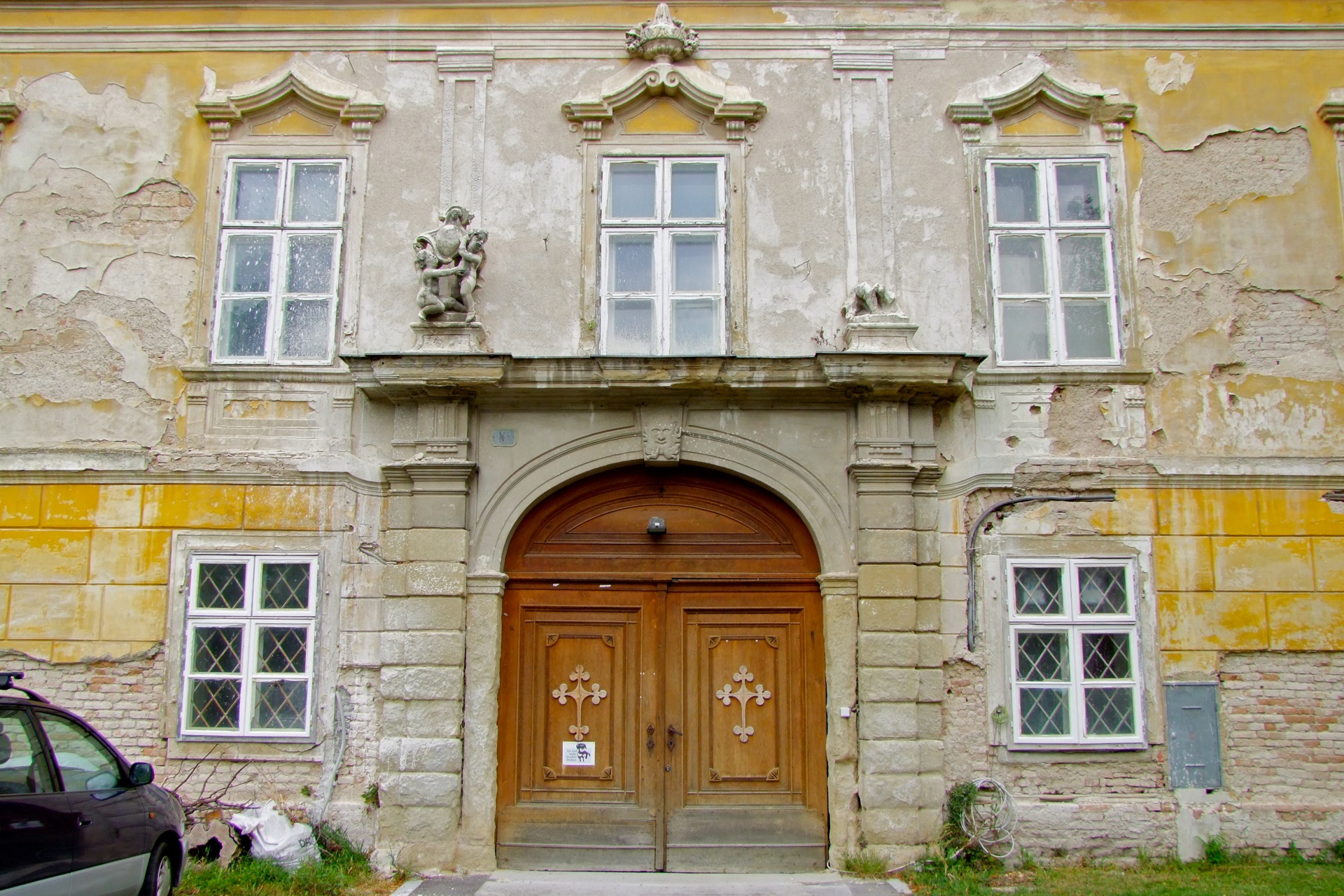
Portal
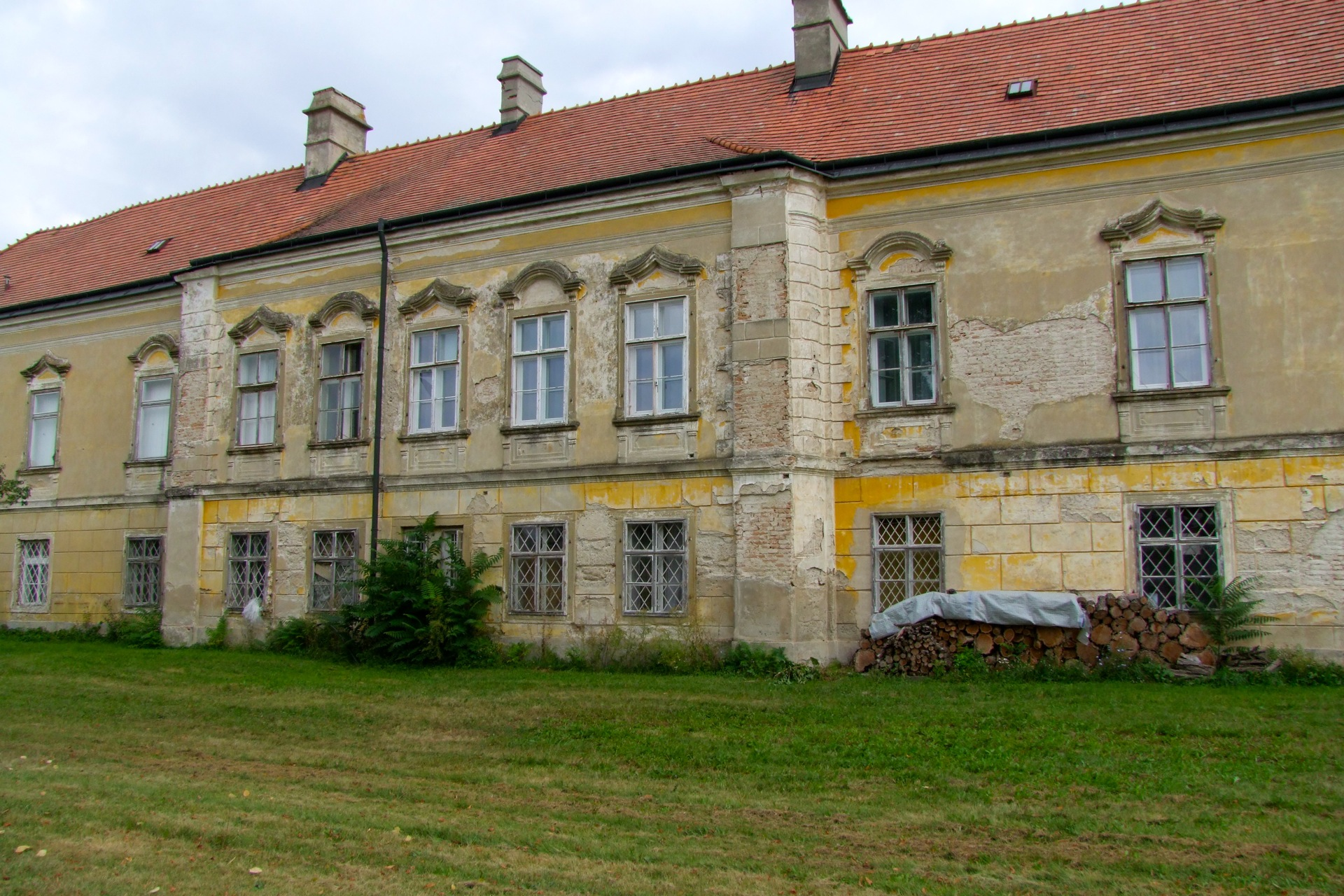
Westfassade

### Wirtschaftsgebäude: Reitstall, Priesterhaus, Schüttkasten, Gärtnerhaus
Beiderseits des Schlosses liegt das Wirtschaftsareal des Schlossgutes. Hier befinden sich:
- Der Reitstall, ein langgestreckter Ovalbau aus Holz[3]
- Einige Wirtschaftsgebäude, eine Zeile langgestreckter, überwiegend eingeschoßiger Gebäude am Westende des Areals. Nach diesen heißt die Adresse noch In den Stübeln
- Der Hungerturm, das alte Bauwerk der herrschaftlichen Gerichtsbarkeit
- Das vorderste, marktseitige Gebäude der Zeile ist das Priesterhaus, ein zweigeschoßiges Gebäude aus der zweiten Hälfte des 18. Jahrhunderts mit schlichter Fassadengliederung und josephinischen Fenstergittern. Reizvoll ist der achtkantige Mittelkamin das Pyramidendachs.
- Östlich des Schlosses steht frei der Schüttkasten, ein wuchtiges aber schlichtes zweigeschoßiges Speichergebäude aus dem 18. Jahrhundert
- Am Südostende des Schlossareals befindet sich das Gärtnerhaus, eingeschoßig, durch Renovierung heute in seiner Altsubstanz nicht lesbar

Wirtschaftsgebäude mit Hungerturm, Priesterhaus, Schüttkasten und Gärtnerhaus sind ebenfalls denkmalgeschützt, die Wirtschaftsgebäude werden teils vom Reitclub genutzt.

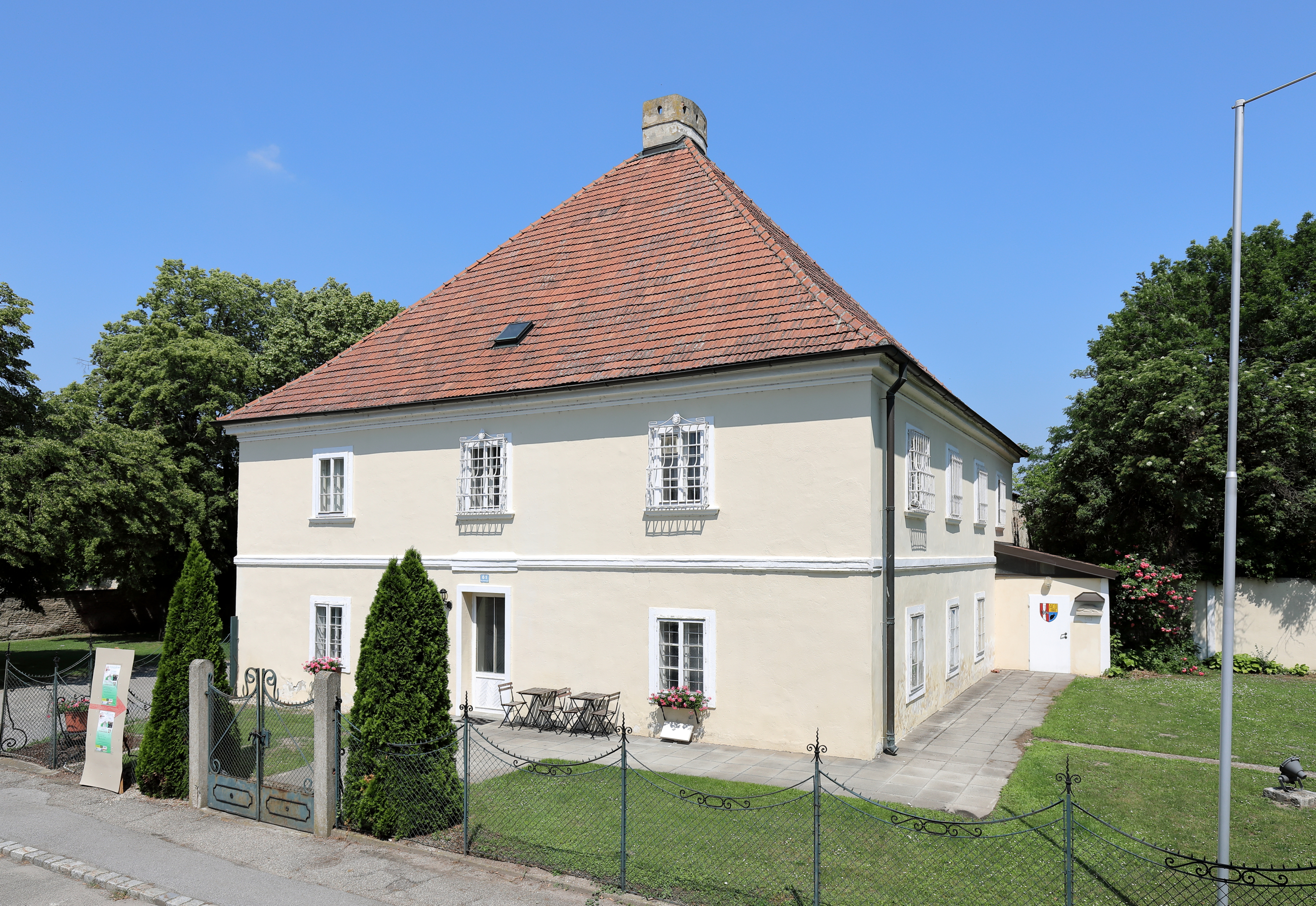
Das Priesterhaus
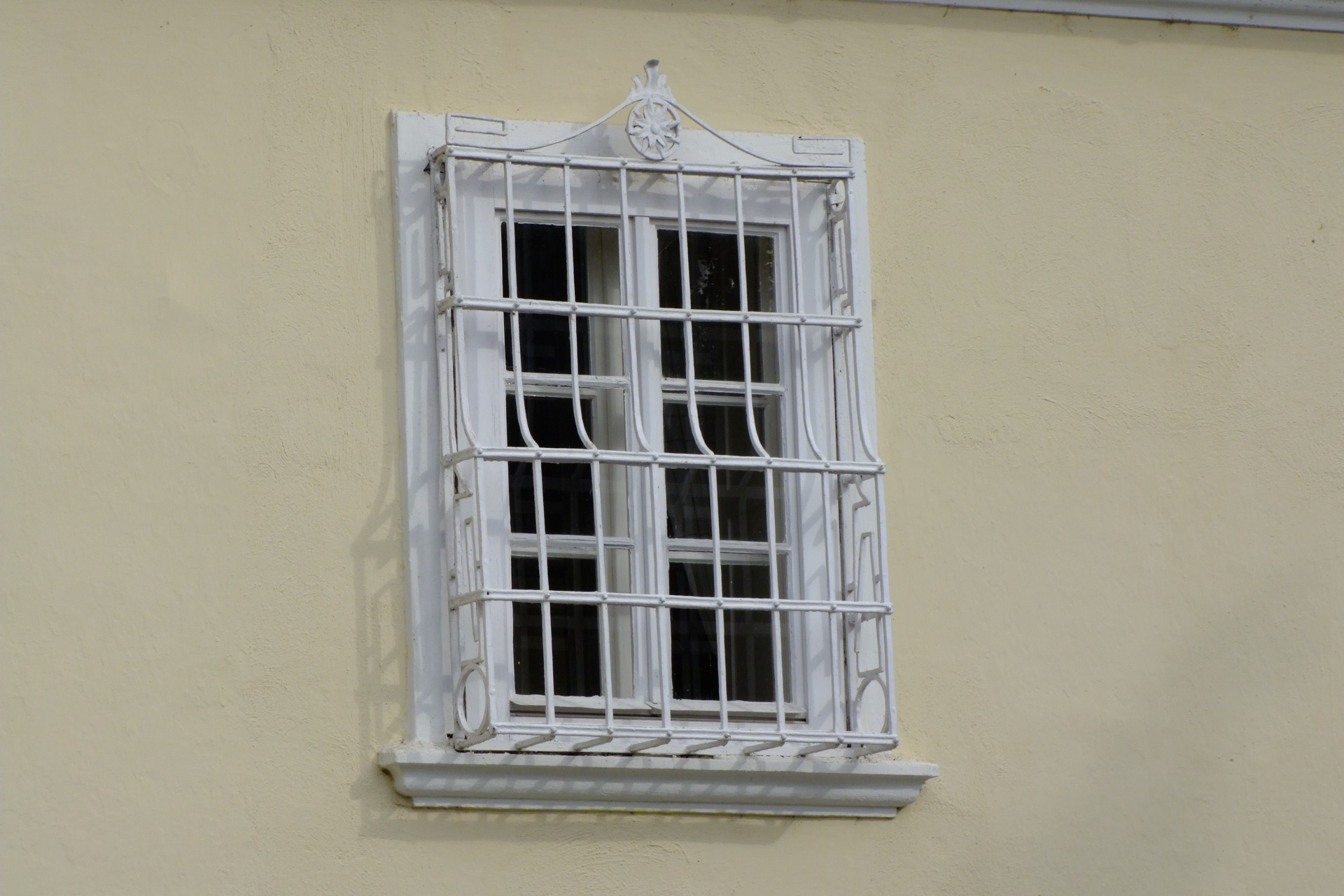
Barockes Fenstergitter des Priesterhauses
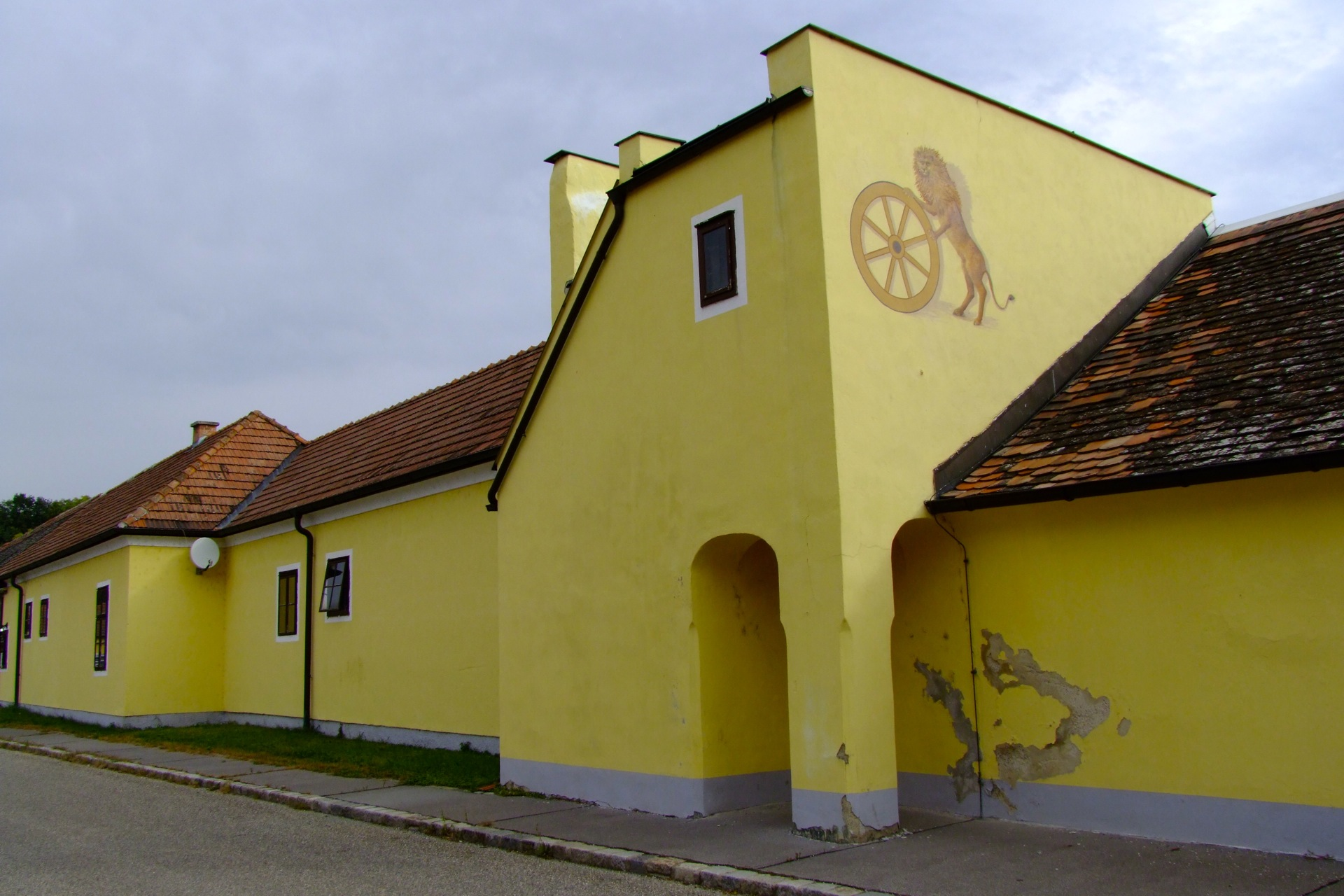
Wirtschaftsgebäude und der Hungerturm
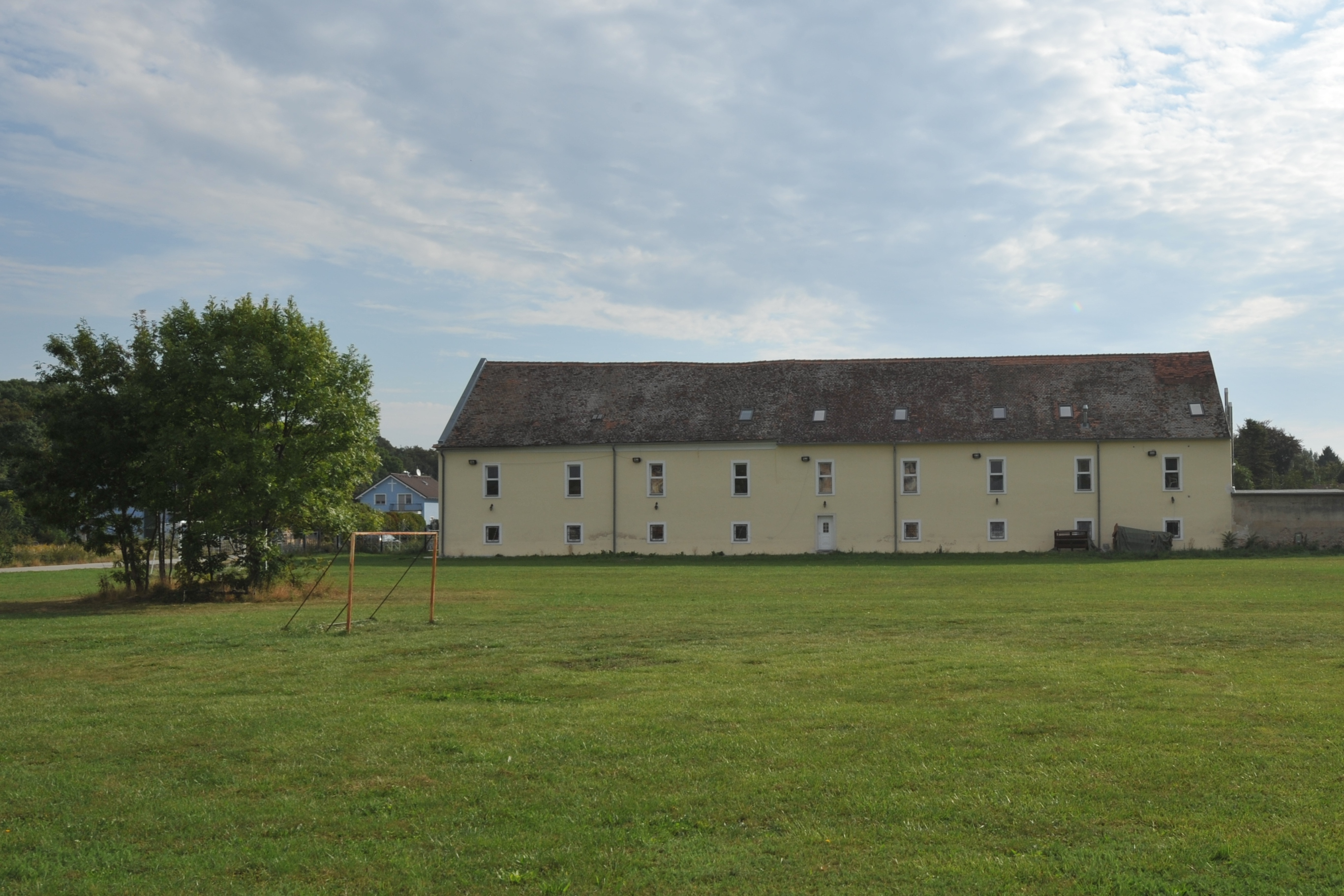
Der Schüttkasten

### Parkanlage
Prinz Eugen ließ den barocken Park nördlich des Schlosses, den sternförmig acht von einem Pavillon ausgehende Alleen durchziehen, um 1725 durch den Brunneningenieur und Gartenarchitekten Dominique Girard (um 1680–1738) anlegen. Die zur Jagd gedachte Anlage war Teil der eugenschen Landerschließung im Marchfeld, die unter anderem auch Schloss Hof und das Schloss Niederweiden umfasst.
Die ehemalige barocke Parkanlage, ein 4,26 ha großer Jagdpark, ist in ihrer Anlage vollständig erhalten. Es ist eine der wichtigsten barocken Parkanlagen in Österreich und ist als solche als Gartendenkmal im Sinne des Denkmalschutzgesetzes ausgewiesen (Nr. 17 im Anhang zu § 1 Abs. 12 DMSG, Denkmalliste Schlosspark Obersiebenbrunn (ehem. barocker Jagdpark)), wie auch als Naturschutzgebiet unter dem Schutz des Niederösterreichischen Naturschutzgesetzes (NSG 22).
In der Umgebung des Schlosses befinden sich Grünflächen und ehemalige Wasserbassins.

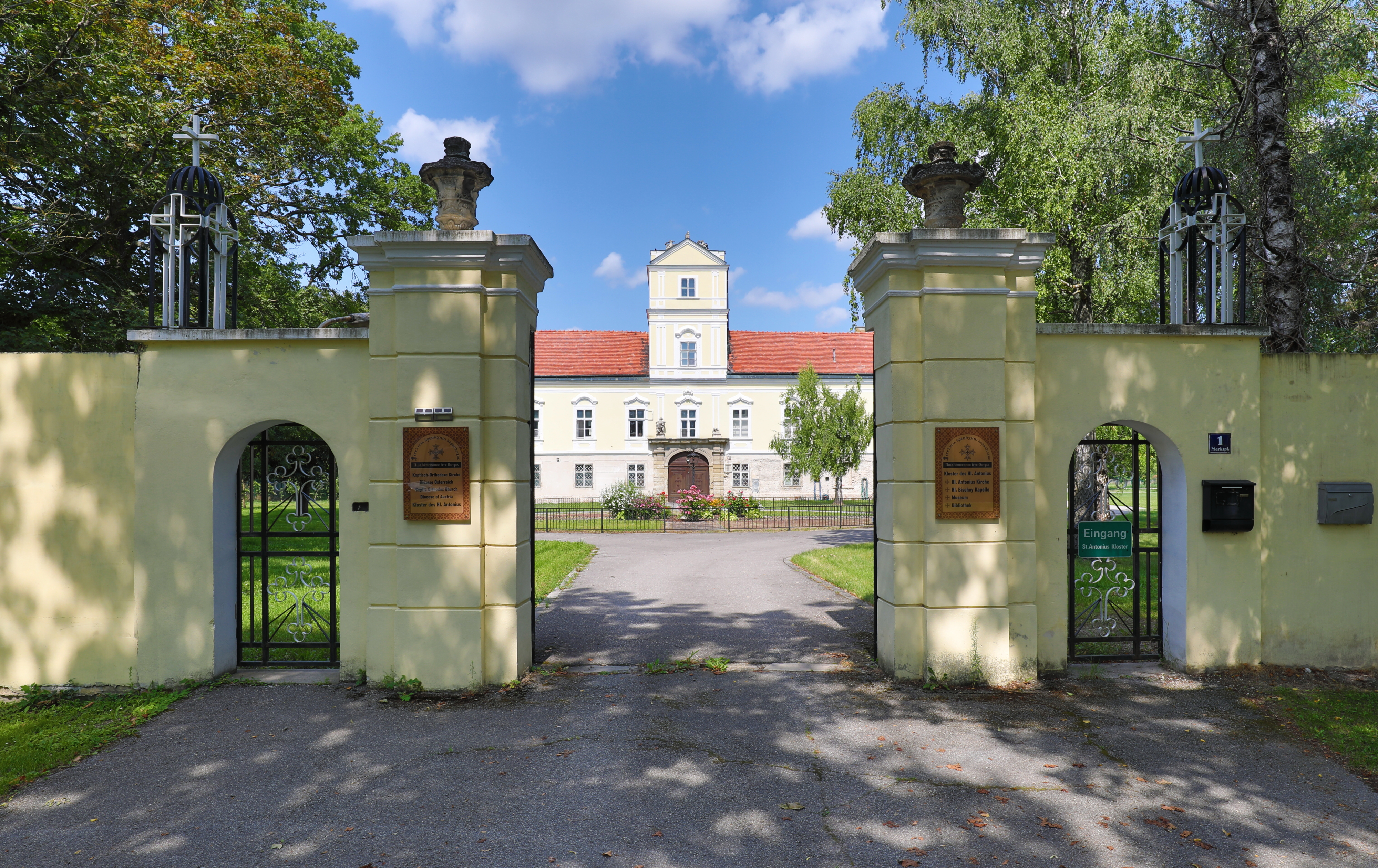
Portal
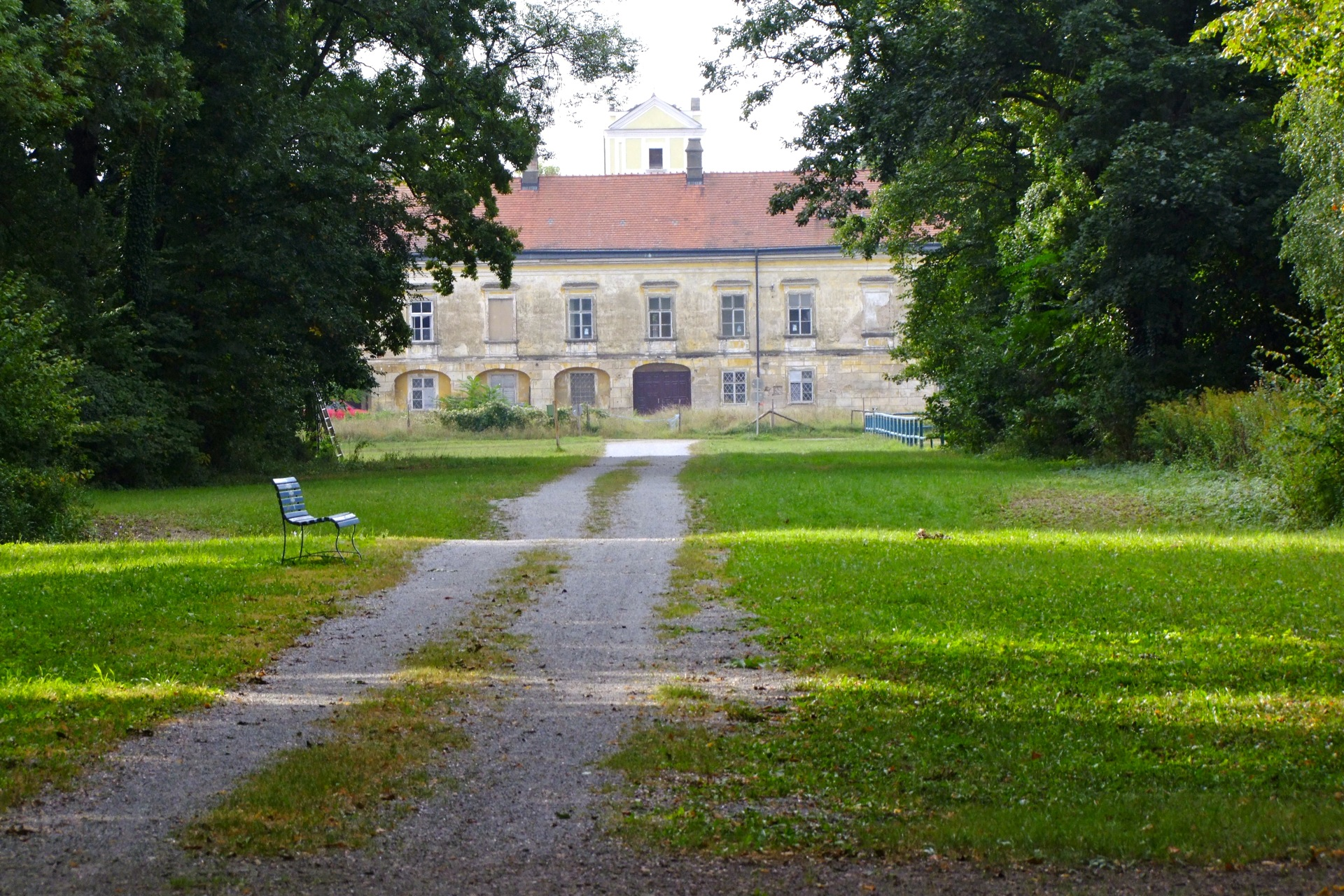
Alte Sichtachse zur Schlossrückseite
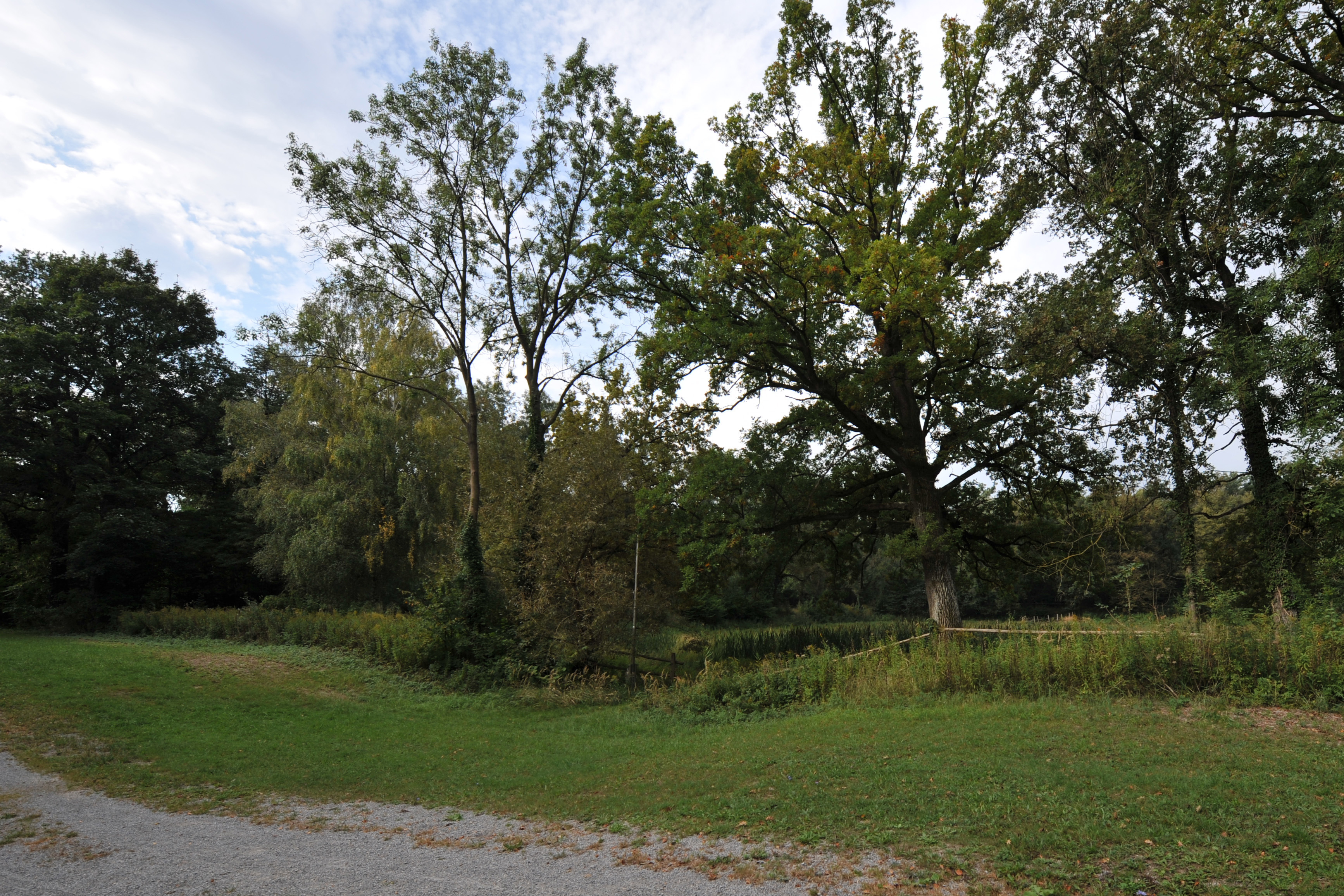
Verwilderter Parkbestand
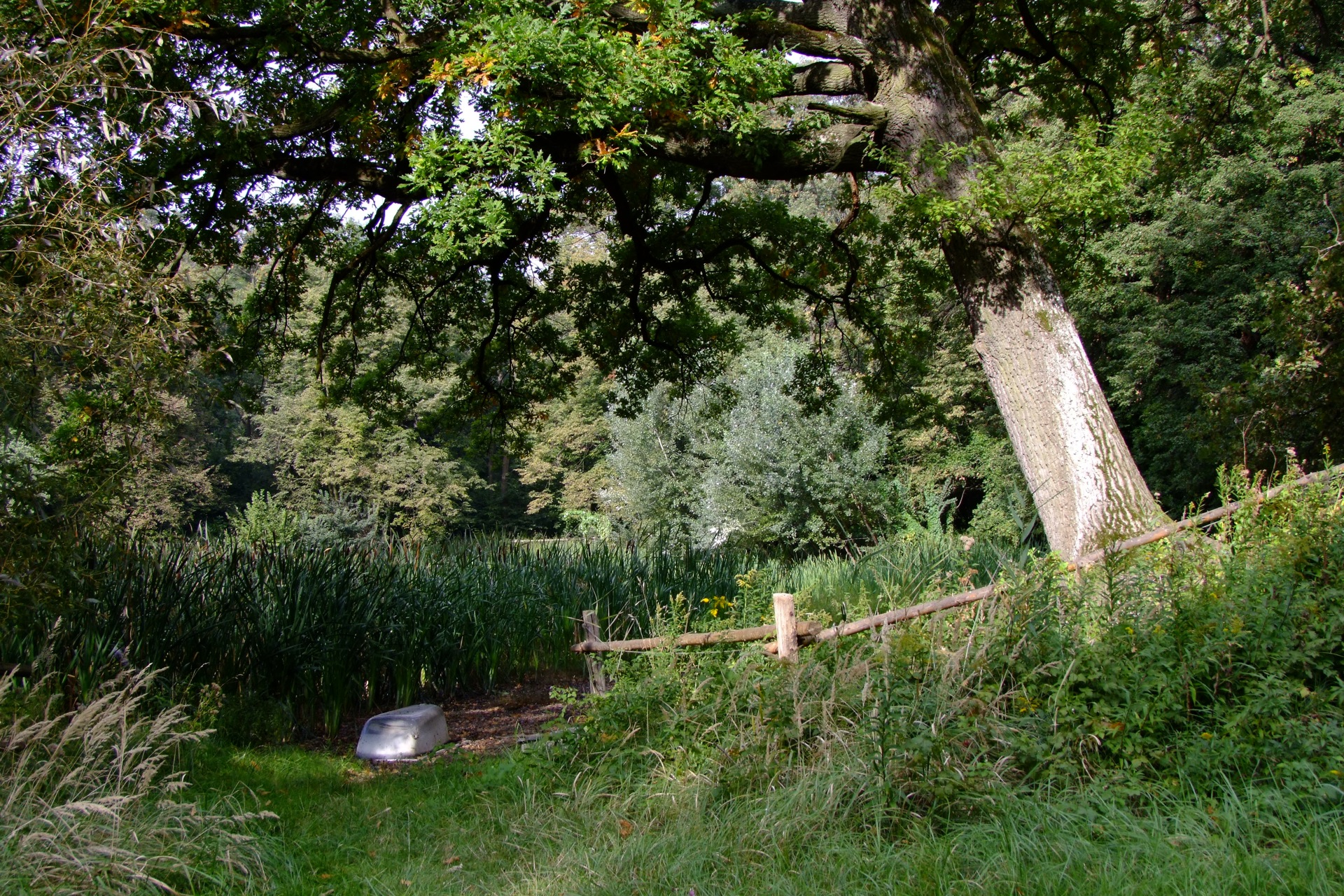
Verwilderter Teich

### Gartenpavillon
Innerhalb der Parkanlage befindet sich ein barocker Gartenpavillon von 1728, der von Johann Lucas von Hildebrandt (1668–1745) entworfen wurde. Er steht im Zentrum des Jagdsterns.
Der elliptische und an ein Türkenzelt erinnernde Bau mit Mansardwalmdach wird von vier Rechteckportalen und dazwischen symmetrisch angeordneten Fenstern dominiert. In dem kleinen Saalraum gliedert das Horizontalgesims die reichen, von Jonas Drentwett erstellten Groteskenmalereien. Es handelt sich um Darstellungen des Land- und Jagdlebens.
Der Bau wurde 1965 grundlegend saniert, und steht unter Denkmalschutz.

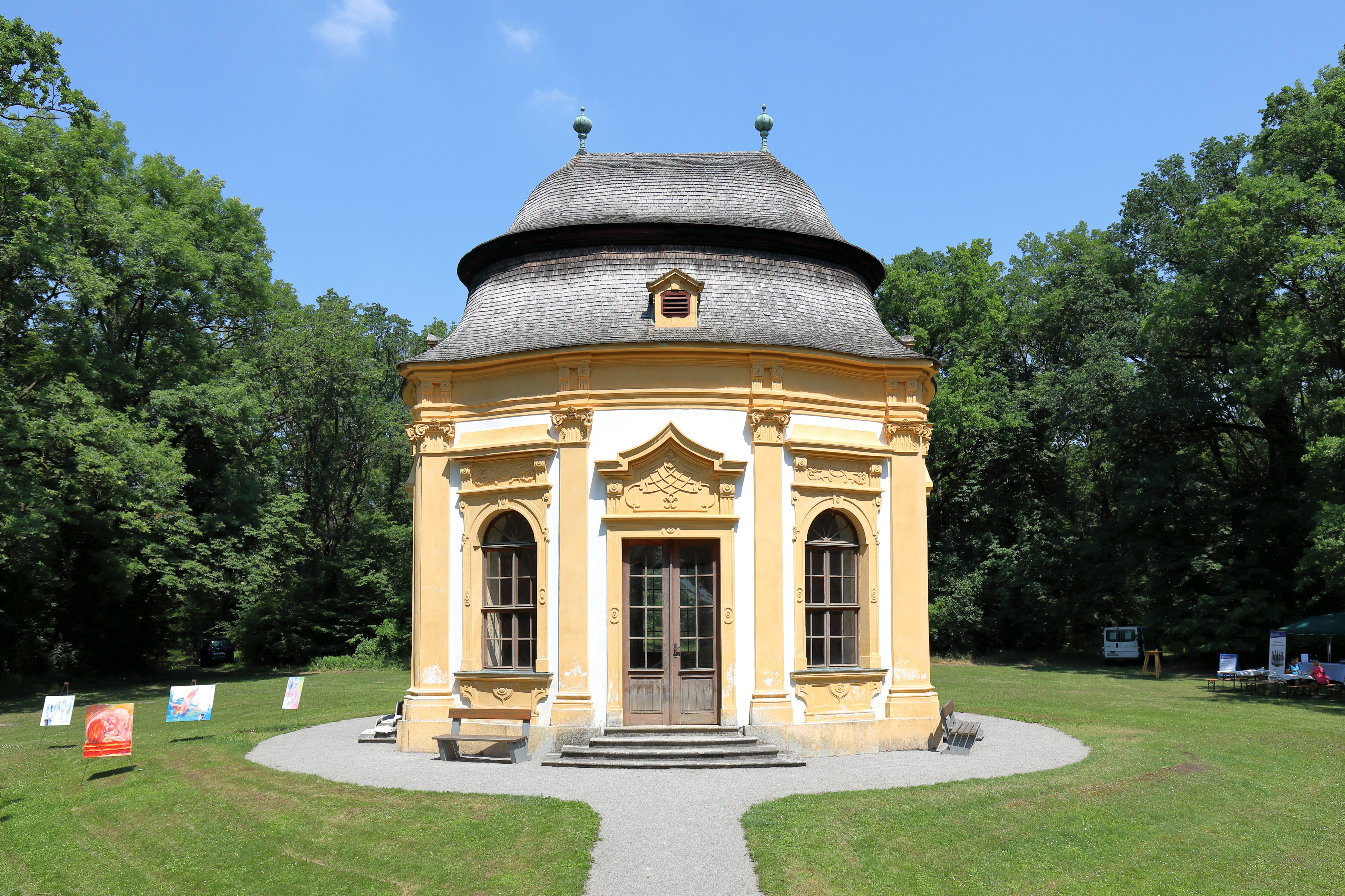
Gartenpavillon
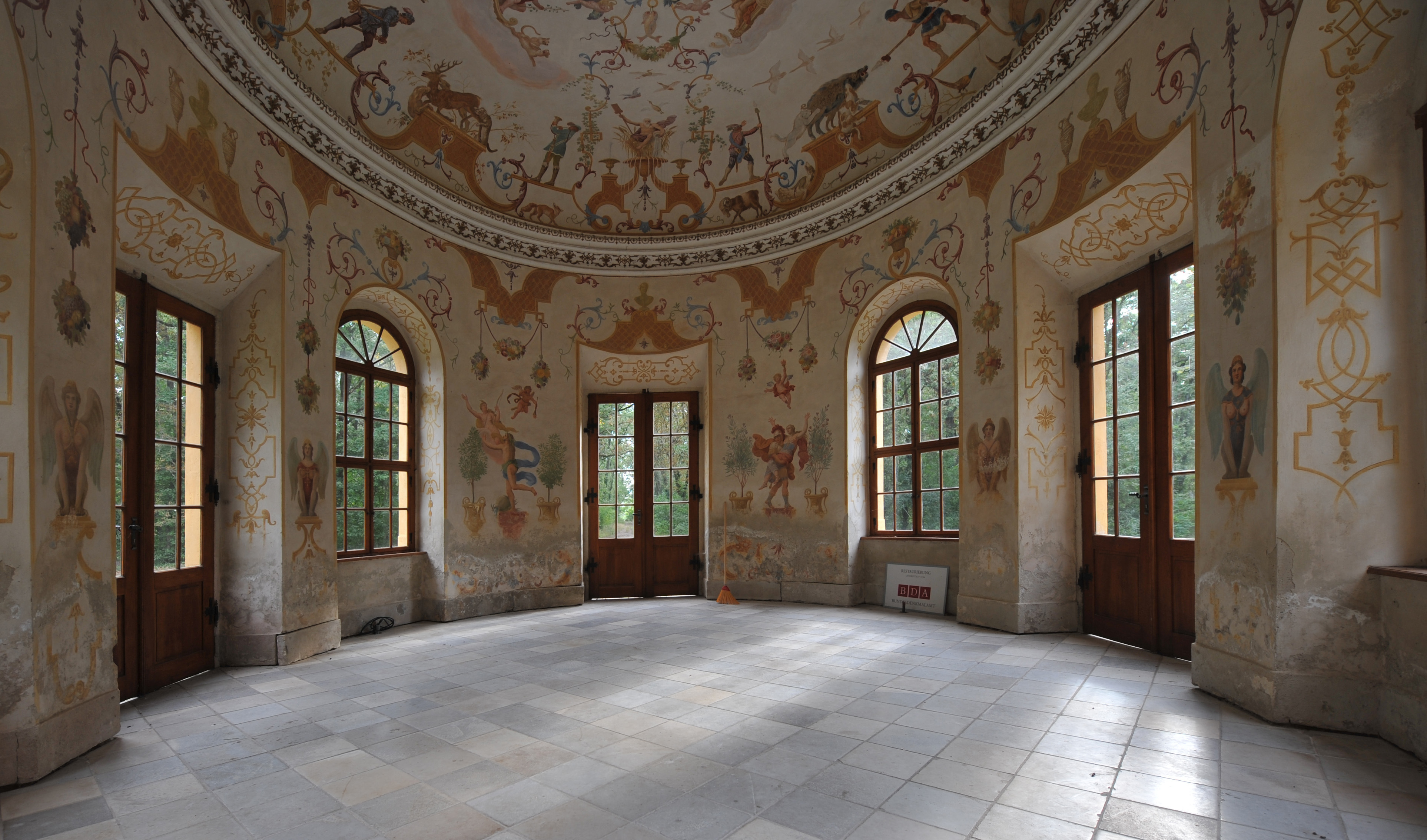
Innenansicht des Gartenpavillons